# Einhausen (Assia)
Einhausen è un comune tedesco di 6 596 abitanti,, situato nel land dell'Assia.